# 王文彬 (1956年)
王文彬（1956年12月5日—2016年9月4日），黑龙江省人，中华人民共和国管理学家。

## 生平
本科毕业于哈尔滨理工大学机械工程专业，后就读于西安理工大学管理科学与工程专业，获硕士学位。1992年，王文彬从英国索尔福德大学运筹学专业博士毕业，此后留校任教。2006年至2009年，担任索尔福德大学运筹学和应用统计学研究中心主任、运筹学教授。2011年，就任北京科技大学东凌经济管理学院院长。2016年因病于英国曼彻斯特逝世，享年60岁。